# Philygria olololosensis
Philygria olololosensis är en tvåvingeart som beskrevs av Canzoneri och Giuseppe Giovanni Antonio Meneghini 1985. Philygria olololosensis ingår i släktet Philygria och familjen vattenflugor.
Artens utbredningsområde är Kenya. Inga underarter finns listade i Catalogue of Life.